# John M. Gearin
John M. Gearin (Pendleton, 1851. augusztus 15. – Portland, 1930. november 12.) az Amerikai Egyesült Államok szenátora (Oregon, 1905–1907).